# Ngaoubela
Ngaoubela ist ein Dorf in der kamerunischen Provinz Adamaoua, 15 km von Tibati und 3 km von der Axe lourde Tibati nach Ngaoundéré entfernt. Das Dorf hat mehr als 1000 Einwohner. Aufgrund seiner Geschichte wird es von einem Mix an Ethnien bewohnt, darunter vor allem Gbaya, Mbum und Fulbe.

## Krankenhaus
Das Krankenhaus von Ngaoubela (Hôpital Protestant Ngaoubela) ist ein Krankenhaus der kamerunischen evangelischen Kirche (Eglise Evangelique Lutheran Cameroun, EELC) in Ngaoubela. Das Krankenhaus verfügt über 150 Betten, zwei Operationssäle, Röntgengerät, Ultraschallgerät und ein Labor. Damit ist das Krankenhaus Ngaoubela das bestausgerüstete Krankenhaus im Département Djérem.
Unterstützt wird das Krankenhaus von einer amerikanischen lutherischen Kirche und dem österreichischen Verein „Entwicklungspartnerschaft für Kamerun“. Durch die katholische Pfarre Frastanz ist es für Österreicher möglich, im Krankenhaus Ngaoubela den Zivildienst als Auslandsersatzdienst abzuleisten. Die österreichische Ärztin Dr. Elisabeth Neier lebt und arbeitet seit 1986 ohne Unterbrechung dort.

## Geschichte
Gegründet wurde das Krankenhaus 1947 von norwegischen Missionaren als Leprastation. Der Lamido von Tibati hatte damals den Grund für die Versorgung der ansteckend Kranken weit außerhalb seiner Stadt zur Verfügung gestellt. Mit der Zeit hat sich der Schwerpunkt immer mehr zu einem regulären Krankenhaus hin verlagert, da es durch die Unterstützung aus dem Ausland zum technisch und fachlich bestausgerüstete Krankenhaus der Region wurde. Seit 2003 hat es den Status eines Distrikt-Spitals – eines von sehr wenigen privaten Spitälern in Kamerun.